# Goal Den Age
『Goal Den Age』（ゴールデンエイジ）は、『マガジンSPECIAL』に連載されていたサッカー漫画。原作綱本将也・作画高岡永生。全3巻。

## 概要
タイトルの Goal Den Age は Golden Age の黄金世代の意味ではなく、Den は野獣の棲家の意であり、世界を相手にゴールを狙う野獣たちの世代という意味。多くのサッカー漫画に共通して見られる日本の得点力の無さ、決定力不足に対して、魅力的なFWを描く作品である。

## あらすじ
主人公藤山はサッカーは引き分けでは意味はない！必ず得点を決めて勝利する！というどこまでに前進をするタイプの超攻撃FW。しかし高校入学後一度も勝利はなかった。そこへ全日本U-16のスカウトが藤山の元に来る。実情は全ユースのただの噛ませ犬でしかない寄せ集めのチームであった。しかし監督の思惑はただのかませ犬ではなく正代表に取って代わろうとするものだった…

## 登場人物

### 主要人物
藤山 和哉（ふじやま かずや）
背番号9 FW 1989年8月19日生まれ 176cm 63kg 右利き
恵海高校 → 協会選抜 → U16代表 → FCバルセロナ → ラシン・サンタンデール → 五輪代表
この漫画の主人公。獣のように貪欲にゴールを目指す典型的なFW、得意技は消えるオフ・ザ・ボールの動き。
ちなみにモデルになった選手はヴィッセル神戸の大久保嘉人。
宝生 ひな
カズヤの幼馴染、協会選抜時にはマネージャーのようなことをし、大学は大宮司と同じスポーツの大学に通い、五輪代表のベンチにも入る

### 協会特別選抜チーム
大宮 司
背番号5 CB
協会選抜 → U16代表 → 大学（名前は不明） → 五輪代表コーチ
広い視野と的確な指示をする理想的なキャプテンシーを持つ、フィジカルが弱くプロの誘いを断り大学に進むと同時にコーチへの道を歩む。ひなのことを思っているがその面で如月に対抗心を燃やす。
家庭では弟思いで弟の名は勇二、幸三、史郎、大悟おそらく五人兄弟。
陣野
背番号10 トップ下
協会選抜 → U16代表 → 東京ヴィクトリー → 五輪代表
幼い頃から裏路地でやっていたフットサルなどで抜群の足技を持つ。協会選抜に選ばれるまではフルコートの経験がなく、メンタルで弱い面を持つが協会選抜のメンバーと共にサッカーをやることで克服。陣野→藤山のホットラインが協会選抜の得点源となる。
浜名
背番号7 左SB
協会選抜 → U16代表 → 川崎フロンティアーズ → 五輪代表
U16でも追いつける人間がいないほど俊足のサイドバック。
鬼庭
背番号6 ボランチ
協会選抜 → U16代表 → 清水インパルス → 五輪代表
大人顔負けのフィジカルを持つが気性の激しさと人相の悪さより審判の心象は悪いことが多くファールをとられることが多い
田中
背番号1 GK
小川
右SB
高橋
背番号8 ボランチ
倉田
右SH
西野
左SH

### U-16日本代表
如月 祐輔（きさらぎ ゆうすけ）
背番号4 CB 1989年5月12日生まれ 180cm 67kg 右利き
浦和レッドスターユースレギュラー 兼 U16キャプテン → 浦和レッドスター
ユースのキャプテンでありいわゆるエリート。ひなの携帯のメアドを聞き出すなど裏では手が早い。
八下田
背番号11 FW 192cm
U16代表 → 京都パーラメント → 五輪代表
天然のプレッシャーの強さと、打点の高いポストプレーが武器、ゴール前の巨人。
嶋村
背番号8 MF
名古屋グランパレスユース
伊集院
浦和レッドスターユース
作本
背番号1 GK
芹沢
背番号2 DF
田之上
背番号3 DF
紺野
背番号15 MF

### ブラジルユース
ライオ
背番号10 FW 1989年10月11日生まれ 163cm 52kg 右利き
ブラジル代表
生まれつき心臓に持病を持っていてU-16時には30分しかプレー出来なかったが、後にFCバルセロナへと移り、病気を克服。カズヤをスペインに招いたライバル。

### 日本サッカー協会
歌川 邦義（うたがわ くによし）
協会選抜監督 → U16代表監督 → 五輪代表監督
石井
元Jリーガー
松平

## 書誌情報
- 綱本将也・高岡永生『Goal Den Age』講談社〈講談社コミックス（少年マガジンコミックス）〉
  1. 2006年6月16日発売、ISBN 4-06-363688-7
  2. 2006年9月15日発売、ISBN 4-06-363726-3
  3. 2007年2月16日発売、ISBN 4-06-363797-2